# Lista de interrupciones de Ralf Brown
La lista de interrupciones de Ralf Brown (conocida popularmente en el mundo hispano como lista de Ralfy) es una lista comprensiva de interrupciones, llamadas, hooks, interfaces, estructuras de datos, direcciones de memoria y de puertos, y opcodes de procesador para máquinas x86 comprendiendo desde el mismo comienzo de la era del PC hasta el año 2000, siendo todavía aplicable en su mayor parte a los PC's de hoy en día. Cubre sistemas operativos, controladores de dispositivos, y software de aplicación; tanto de características documentadas como información indocumentada, incluyendo bugs, limitaciones, y soluciones de contingencia, con información de fecha y versión, a menudo con un nivel de detalle no encontrable en la literatura contemporánea. Una parte importante cubre las BIOS y los detalles internos de sistemas operativos como DOS, OS/2, y Windows, así como sus interacciones.
El proyecto es el resultado de la investigación y el trabajo colaborativo de cientos de aportadores de todo el mundo a lo largo de muchos años, y es mantenido por Ralf Brown, un investigador en el Instituto de Tecnologías del Lenguaje de la Universidad de Carnegie Mellon.
Ha sido un recurso ampliamente usado por desarrolladores de sistemas de IBM PC, así como por programadores de aplicación en la era pre-Windows. En este sentido ha sido un recurso importante en el desarrollo de varios sistemas operativos de código abierto, incluyendo Linux y FreeDOS. Hoy todavía es usado como referencia para las llamadas a BIOS y para desarrollar programas para DOS, así como otro software a nivel de sistema
Actualmente la lista se encuentra en su Revisión 61, a 17 de julio de 2000, y pesa casi 8 MB en texto ASCII, lo cual resultaría en más de 2500 páginas de información condensada si fuese impreso.